# Altzaga
Altzaga – gmina w Hiszpanii, w prowincji Guipúzcoa, w Kraju Basków, o powierzchni 2,52 km². W 2011 roku gmina liczyła 162 mieszkańców.